# Foelsche (krater)
Foelsche – krater uderzeniowy w Terytorium Północnym w Australii. Skały krateru są widoczne na powierzchni ziemi.
Krater ma średnicę 6 km, powstał ponad 545 milionów lat temu, najprawdopodobniej w neoproterozoiku. Utworzyło go uderzenie małego ciała niebieskiego w skały osadowe pokrywające podłoże krystaliczne. Strukturę przykrywają neoproterozoiczne piaskowce, wokół których odsłania się pierścień zdeformowanych mezoproterozoicznych skał, interpretowany jako pozostałość obrzeża krateru.